# The J.M. Smucker Company
The J.M. Smucker Company est une entreprise agroalimentaire américaine. Elle possède notamment la marque de café Folgers et la marque de beurre de cacahuètes Jif.

## Histoire
En novembre 2015, J.M. Smucker vend ses activités de lait concentré américaine et mexicaine (mais non celles canadiennes) au fonds d'investissement Kelso & Co, pour un montant inconnu. J.M. Smucker avait acquis ces activités en 2007 pour 250 millions de dollars.
En mai 2017, J.M. Smucker annonce l'acquisition de la marque d'huile de cuisson Wesson à Conagra Brands pour 285 millions de dollars.
En mars 2018, J.M. Smucker annonce l'acquisition d'Ainsworth Pet Nutrition, spécialisée dans la nourriture pour animaux de compagnie, pour 1,9 milliard de dollars.
En octobre 2020, J.M. Smucker annonce la vente de la marque Crisco à B&G Foods pour 550 millions de dollars.